# Centro Histórico de Acorizal
O Centro Histórico de Acorizal é uma localidade em Acorizal, Mato Grosso. Fica na rua das Brotas, primeira denominação do município, nos anos 50, em homenagem a Nossa Senhora das Brotas, imagem trazida por uma família de origem portuguesa, segundo a tradição local. Outra versão diz que durante uma pescaria no Rio Cuiabá, os pescadores acharam a imagem da santa enroscada numa rede. Anteriormente, a terra era habitada pelos índios bororos. Foi tombado como patrimônio histórico em 25 de setembro de 2006.